# TortoiseSVN
TortoiseSVN是一個Windows平台下的Subversion用戶端軟體，以Windows shell extension的方式寫成。它是自由軟體，以GNU通用公共許可證發佈。

## 特色
- 整合至Windows Shell（Explorer）。
- 可以在無整合開發環境情況下使用。
- 當檔案需要上傳（提交）時，可以從Icon判斷。
- 有二十八種不同的語言的使用者介面。
- 支援差異／合併辦公室文件，如Microsoft Word。

## 外部連結
- Official website（页面存档备份，存于）
- Using Subversion via TextPad（页面存档备份，存于）